# Data Encryption Standard
Data Encryption Standard (DES) ime je za kriptografski algoritam koji je bio izabran kao standardni federalni algoritam u SAD (Federal Information Processing Standard (FIPS)) 1976. Ovaj algoritam je dizajnirala američka tvrtka IBM, i u prvotnom izdaju koristio je ključ dugačak 56 bita. DES se danas smatra nesigurnim algoritmom zbog kratkog ključa jer se može razbiti grubom silom računanja (eng. brute force) ili metodama koje zahtijevaju manje računalskih ciklusa, kao: diferencijalna kriptografska analiza, linearna kriptografska analiza, ili Davisovim napadom. Danas je u uporabi DES velikim dijelom zamijenio Advanced Encryption Standard (AES).

## Povijest razvoja
DES se razvio iz istraživanja američke državne agencije za stanarde National Bureau of Standards ili NBS (sada se ova agencija zove National Institute of Standards and Technolog (NIST)) o potrebama raznih državnih tijela za šifiranje dokumenata i komunikacija koje se ne smatraju državnom ili vojnom tajnom, ali ne bi smjele biti dostupne široj javnosti. Nakon savjetovanja s američkom agencijom za sigurnost (NSA), NBS je objavio javni natječaj 15. svibnja 1973. sa svojim kriterijima. Natječaj je bio ponovljen 27. kolovoza 1974. jer na prvoj rundi ni jedan od ponuđenih algoritama nije zadovoljio osnovne kriterije. Tek na drugom natječaju prihvaćen je IBM-ov algoritam, koji je bio varijacija Lucifer algoritma za šifriranje poruka, kojeg je razbio Horst Feistel u vremenu između 1973 do 1974. godine.

### Razvojni tim
IBM-ov razvojni tim za DES bio je sastavljen od sljedećih
- Horst Feistel
- Walter Tuchman
- Don Coppersmith
- Alan Konheim
- Carl Meyer
- Mike Matyas
- Roy Adler
- Edna Grossman
- Bill Notz
- Lynn Smith
- Bryant Tuckerman.

### Kronologija
| Dan           | Godina | Događaj |
| ------------- | ------ | --- |
| 15. svibnja   | 1973.  | NBS objavljuje prvi zahtjev za standardni algoritam za šifriranje |
| 27. kolovoza  | 1974.  | NBS objavljuje drugi zahtjev za standardni algoritam za šifriranje |
| 17. ožujka    | 1975.  | DES objavljen uFederal Register (federalnom registru) za pregled |
| kolovoz       | 1976.  | Prvi radni skup o DES-u |
| rujan         | 1976.  | Drugi radni skup, tema diskusije matematičke osnove DES-a |
| studeni       | 1976.  | DES je proglašen standardom za šifriranje |
| 15. siječnja  | 1977.  | DES objavljen kao FIPS standard FIPS PUB 46 |
|               | 1983.  | DES ponovno potvrđen za standard |
|               | 1986.  | Videocipher II, sistem za šifriranje satelitiskih televizijskih kanala zasnovan na DES algoritmu |
| 22. siječnja  | 1988.  | DES potvrđen drugi put za standard FIPS 46-1, FIPS PUB 46 |
| July          | 1990.  | Biham i Shamir ponovno otkirvaju diferencijalnu kriptoanalizu, i koriste za razbijanje DES šifarskog sistema s 15-okreta |
|               | 1992.  | Biham i Shamir objavljuju prvi teoretski razbijanje DES šifre koristeći diferencijalnu kriptoanalizu ali ovaj napad zahtjeva 247 običnih tekstova                                                                                       |
| 30. prosinca  | 1993.  | DES je potvrđen kao standard po treći put: FIPS 46-2 |
|               | 1994.  | The first experimental cryptanalysis of DES is performed using linear cryptanalysis (Matsui, 1994). |
| lipanj        | 1997.  | DESCHALL Project uspjeva razbiti poruku šifrirano DES algoritmom. |
| srpanj        | 1998.  | EFF's DES cracker (Deep Crack) uspjeva razotkriti ključ korišten prilikom šifrirana s DES algoritmom u roku od 56 sati. |
| siječanj      | 1999.  | Deep Crack u suradnji s distributed.net uspjevaju razotkiriti DES ključeve break u roku od 22 sata i 15 minuta. |
| 25. listopada | 1999.  | DES je potvrđen za šifraski standard po četvrti put (FIPS 46-3), no ovaj put se nagrašava korištenej trostukog DES-a (Triple DES) za razliku od jednostrukog DES-a.                                                                     |
| 26. studenog  | 2001.  | Objavljen napredni šifarski sistem (eng. Advanced Encryption Standard) u standardu FIPS 197 |
| 26. svibnja   | 2002.  | AES je ratificiran kao standard standard. |
| 26. srpnja    | 2004.  | prijedlog stavlen pred Federalnim Registrom za povlačenje FIPS 46-3 (i drugih srodnih standarda) |
| 19. svibnja   | 2005.  | NIST povlači FIPS 46-3 |
| 15. ožujka    | 2007.  | Računalni stroj zasnovan na paralelnim FPGA integriranim krugovima based s imenom COPACOBANA izrađen na njemačkom Universitetu Bochum i Keil, uspjeva razbiti DES u roku od 6.4 dana. Za izradu stroja je bilo utrošeno oko USD$10,000. |